# Alixan
Alixan – miejscowość i gmina we Francji, w regionie Owernia-Rodan-Alpy, w departamencie Drôme.
Według danych na rok 1990 gminę zamieszkiwały 1703 osoby, a gęstość zaludnienia wynosiła 60 osób/km² (wśród 2880 gmin regionu Rodan-Alpy Alixan plasuje się na 506. miejscu pod względem liczby ludności, natomiast pod względem powierzchni na miejscu 255.).

## Populacja

Populacja Alixan w latach 1962-2008